# 唐宋變革期
唐宋變革期，又稱唐宋變革、唐宋變革論。此為最早由日本歷史學者及漢學家內藤湖南所提出的理論。在內藤湖南眼裡，中國歷史從中古轉變為近世，是一大變革，這變革發生於唐宋之間，故後來以「唐宋變革」稱之。此學說認為唐末五代是自中世轉入近世期的典型過渡階段，蓋因唐宋之際，無論政治、社會、經濟等方面，都發生了顯著的變化，至宋代遂出現一個嶄新的局面，也就是許多近世的歷史現象，都在宋代逐一顯示出來，因此唐末五代是各類史事逐漸轉變的過渡期，而宋代則是近世期的開端了。這種觀念的提出，以內藤湖南為最早，其後由宮崎市定加以闡發，於是「唐宋變革期」一詞自然成立。

## 構想形成
內藤氏有關這種「宋代近世說」的觀念，乃是早年在京都大學授課時就曾經屢次講述過的，但他撰文公諸於世，初見於西元1914年出版的《支那論》一書，而其詳細解說的專論，則是西元1922年撰述的〈概括的唐宋時代觀〉一文。他於該文中指出，如果從歷史特別是文化史的立場來觀察，可以發現唐宋之間確有不少深具劃時代意義的重大變革，諸如唐以前始於東漢的世族政治已經轉變為宋以後的君主獨裁政治、一般人民已從世族集團的隸屬中獲得解放而有成為土地所有者的可能、貨幣經濟的趨於旺盛、庶民文化的逐漸興起等等，如果把這些一系列的諸多歷史演變現象來綜合觀察，便應該能夠理解唐代以前確是中國的中世，而自宋代起則已邁入近世了。

## 後續影響
在日本的中國史學界，1945年前的唐宋並稱（見唐宋），而今天則是把宋元（見宋元）放在一起看待。而內藤學說影響所及，不只是衝擊了東亞歷史研究，也被引介到西方：白樂和的《宋史手冊計畫》、宮川尚志加上宮崎市定的補充發表在《遠東季刊》、華茲生翻譯吉川幸次郎的《宋詩概說》、谷川道雄刊出英文本《關於日本學界對中國歷史分期的幾個問題》。杜希德、蒲立本皆給予高度評價。

## 相關論戰
關於內藤學說的論戰共有兩波：1940-1970年與歷研派的直接論戰是第一波，內容是就中世、近世的時代性質做爭論，沒有脫離唐宋本身；1980年代的反向啟發是第二波，試圖超越唐宋變革的定律思維，從研究帝制晚期的成果，如地域研究、專制國家等回顧唐宋變革期。第二波的質疑有寺地遵認為唐宋變革說重於注重形式而簡約化歷史，欠缺對人的行為的理解；包弼德認為內藤將宋代與西方近世比擬，陷於以歐美近代為趨歸的目的論。

## 外部連結
- 斯波义信：〈商业在唐宋变革中的作用（页面存档备份，存于）〉。
- 宮澤知之：〈唐宋社會變革論〉（页面存档备份，存于）（2006）
- 高明士：〈「天聖令學」與唐宋變革（页面存档备份，存于）〉。
- 高明士：〈從律令制的演變看唐宋間的變革 （页面存档备份，存于）〉。